# Kristian Thorstvedt
Kristian Thorstvedt (Stavanger, 13 de marzo de 1999) es un futbolista noruego que juega como centrocampista y su equipo es la U. S. Sassuolo Calcio de la Serie A de Italia.

## Trayectoria
Realizó su carrera formativa en el Viking FK y Stabæk. 
El 1 de febrero de 2018 firmó un contrato de un año y medio con el Viking. Ese mismo año fue galardonado como jugador joven de la temporada en la Eliteserien.
El 3 de enero de 2020 el K. R. C. Genk hizo oficial su fichaje por tres temporadas y media. Con este equipo ganó una Copa de Bélgica y marcó 17 goles en los 87 partidos que jugó.
El 12 de julio de 2022 fue traspasado a la U. S. Sassuolo Calcio, equipo con el que firmó por cinco años.

## Selección nacional
Ha sido convocado con la selección de Noruega en las categorías sub-19 y sub-20.

## Clubes
| Club                  | País    | Año       |
| --------------------- | ------- | --------- |
| Viking FK             | Noruega | 2018-2019 |
| K. R. C. Genk         | Bélgica | 2020-2022 |
| U. S. Sassuolo Calcio | Italia  | 2022-     |

## Palmarés

### Títulos nacionales
| Título          | Club                  | País    | Año     |
| --------------- | --------------------- | ------- | ------- |
| 1.divisjon      | Viking FK             | Noruega | 2018    |
| Copa de Noruega | Viking FK             | Noruega | 2019    |
| Copa de Bélgica | K. R. C. Genk         | Bélgica | 2021    |
| Serie B         | U. S. Sassuolo Calcio | Italia  | 2024-25 |